# Côtebrune
Côtebrune est une commune française située dans le département du Doubs, la région culturelle et historique de Franche-Comté et la région administrative Bourgogne-Franche-Comté.

## Géographie
Le village est bâti sur le jurassique supérieur, qui forme un promontoire dominant la vallée de l'Audeux, souvent asséché. Le point culminant du territoire communal est à 593 mètres, au sud-est de la localité, au bois de Combeaudrey.

### Climat
Pour des articles plus généraux, voir Climat de la Bourgogne-Franche-Comté et Climat du Doubs.
En 2010, le climat de la commune est de type climat de montagne, selon une étude du Centre national de la recherche scientifique s'appuyant sur une série de données couvrant la période 1971-2000. En 2020, Météo-France publie une typologie des climats de la France métropolitaine dans laquelle la commune est exposée à un climat semi-continental et est dans la région climatique Jura, caractérisée par une forte pluviométrie en toutes saisons (1 000 à 1 500 mm/an), des hivers rigoureux et un ensoleillement médiocre.
Pour la période 1971-2000, la température annuelle moyenne est de 9,4 °C, avec une amplitude thermique annuelle de 17 °C. Le cumul annuel moyen de précipitations est de 1 292 mm, avec 13,5 jours de précipitations en janvier et 10,5 jours en juillet. Pour la période 1991-2020, la température moyenne annuelle observée sur la station météorologique de Météo-France la plus proche, « Adam-lès-Vercel », sur la commune d'Adam-lès-Vercel à 11 km à vol d'oiseau, est de 9,8 °C et le cumul annuel moyen de précipitations est de 1 510,7 mm. 
La température maximale relevée sur cette station est de 38,4 °C, atteinte le 24 juillet 2019 ; la température minimale est de −22,9 °C, atteinte le 2 mars 2005,,.
Les paramètres climatiques de la commune ont été estimés pour le milieu du siècle (2041-2070) selon différents scénarios d'émission de gaz à effet de serre à partir des nouvelles projections climatiques de référence DRIAS-2020. Ils sont consultables sur un site dédié publié par Météo-France en novembre 2022.

## Urbanisme

### Typologie
Au 1er janvier 2024, Côtebrune est catégorisée commune rurale à habitat dispersé, selon la nouvelle grille communale de densité à 7 niveaux définie par l'Insee en 2022.
Elle est située hors unité urbaine. Par ailleurs la commune fait partie de l'aire d'attraction de Besançon, dont elle est une commune de la couronne,. Cette aire, qui regroupe 310 communes, est catégorisée dans les aires de 200 000 à moins de 700 000 habitants,.

### Occupation des sols
L'occupation des sols de la commune, telle qu'elle ressort de la base de données européenne d’occupation biophysique des sols Corine Land Cover (CLC), est marquée par l'importance des territoires agricoles (79 % en 2018), une proportion identique à celle de 1990 (79 %). La répartition détaillée en 2018 est la suivante : 
zones agricoles hétérogènes (70,4 %), forêts (21 %), prairies (8,6 %). L'évolution de l’occupation des sols de la commune et de ses infrastructures peut être observée sur les différentes représentations cartographiques du territoire : la carte de Cassini (XVIIIe siècle), la carte d'état-major (1820-1866) et les cartes ou photos aériennes de l'IGN pour la période actuelle (1950 à aujourd'hui).

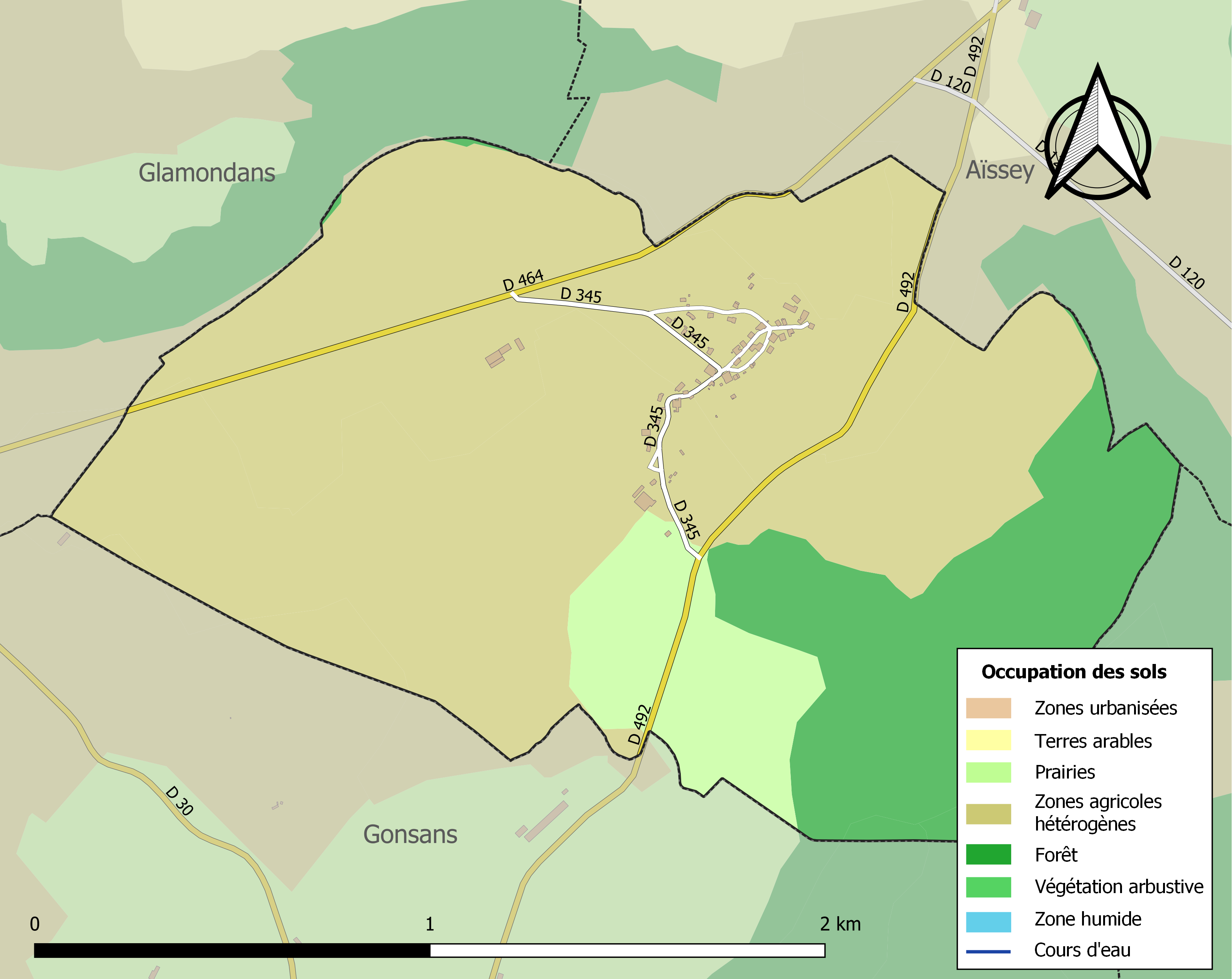
Carte des infrastructures et de l'occupation des sols de la commune en 2018 (CLC).

## Toponymie
Costebrune en 1305 ; Cottebrune en 1528 ; Costebrune en 1584.

## Histoire
Au XIVe siècle, Pierre de Côtebrune reprit le village en fief de Gérard de Montfaucon. La famille de Côtebrune s'allia aux plus grandes familles de la région, notamment aux Arguel et aux Châlon.
Au XVe siècle, un Jean de Côtebrune devint même maréchal de Bourgogne (1422). Puis la famille fit alliance avec les Rye, et la seigneurie arriva finalement aux Lallemand de Vaite.
Il semble que le bourg jouxtant la forteresse voisine du Châtelard, qui dominait l'abbaye de la Grâce-Dieu, ait été habité par des gens de Côtebrune puisque, dans le dénombrement de 1584, le seigneur appelle à ceux de Côtebrune qui sont allés habiter au Châtelard et qu'ils lui doivent toujours son cens.
La guerre de Dix ans obligea les habitants à beaucoup s'endetter pour faire face aux logements des troupes françaises mais le village ne fut pas détruit. Il perdit seulement la moitié de ses habitants, qui allèrent peut-être se réfugier au Châtelard. Un siècle plus tard, en septembre-octobre 1771, une épidémie vint frapper la population.

## Politique et administration
| Période                                  | Période  | Identité           | Étiquette | Qualité    |
| ---------------------------------------- | -------- | ------------------ | --------- | ---------- |
| Les données manquantes sont à compléter. |          |                    |           |            |
| 1994                                     | mai 2020 | Jean-Louis Morteau | UMP-LR    | Commerçant |
| mai 2020                                 | En cours | Donat Barrand      |           |            |

## Démographie
L'évolution du nombre d'habitants est connue à travers les recensements de la population effectués dans la commune depuis 1793. Pour les communes de moins de 10 000 habitants, une enquête de recensement portant sur toute la population est réalisée tous les cinq ans, les populations de référence des années intermédiaires étant quant à elles estimées par interpolation ou extrapolation. Pour la commune, le premier recensement exhaustif entrant dans le cadre du nouveau dispositif a été réalisé en 2008.

En 2022, la commune comptait 82 habitants, en évolution de +6,49 % par rapport à 2016 (Doubs : +1,88 %, France hors Mayotte : +2,11 %).
| 1793 | 1800 | 1806 | 1821 | 1831 | 1836 | 1841 | 1846 | 1851 |
| ---- | ---- | ---- | ---- | ---- | ---- | ---- | ---- | ---- |
| 104  | 114  | 116  | 125  | 176  | 167  | 165  | 208  | 215  |

| 1856 | 1861 | 1866 | 1872 | 1876 | 1881 | 1886 | 1891 | 1896 |
| ---- | ---- | ---- | ---- | ---- | ---- | ---- | ---- | ---- |
| 182  | 180  | 160  | 151  | 158  | 148  | 146  | 147  | 125  |

| 1901 | 1906 | 1911 | 1921 | 1926 | 1931 | 1936 | 1946 | 1954 |
| ---- | ---- | ---- | ---- | ---- | ---- | ---- | ---- | ---- |
| 90   | 75   | 70   | 59   | 60   | 56   | 62   | 53   | 57   |

| 1962 | 1968 | 1975 | 1982 | 1990 | 1999 | 2006 | 2008 | 2013 |
| ---- | ---- | ---- | ---- | ---- | ---- | ---- | ---- | ---- |
| 39   | 40   | 36   | 44   | 58   | 54   | 66   | 70   | 70   |

| 2018 | 2022 | - | - | - | - | - | - | - |
| ---- | ---- | - | - | - | - | - | - | - |
| 83   | 82   | - | - | - | - | - | - | - |

## Culture locale et patrimoine

### Lieux et monuments
Début 2017, la commune est « réputée sans clochers ».
- Un donjon carré des XIVe et XVe siècles dont la chapelle a été transformée en logements. La clé de voûte porte l'écusson des Côtebrune : Un sautoir d'or sur champ de gueules.
- Une statue de la Vierge, à l'entrée du village, date du XVIIIe siècle
- Deux fontaines :
  - l'une dite du haut de 1850
  - l'autre dite du bas de 1776 qui vient d'être restaurée en 2024[21].

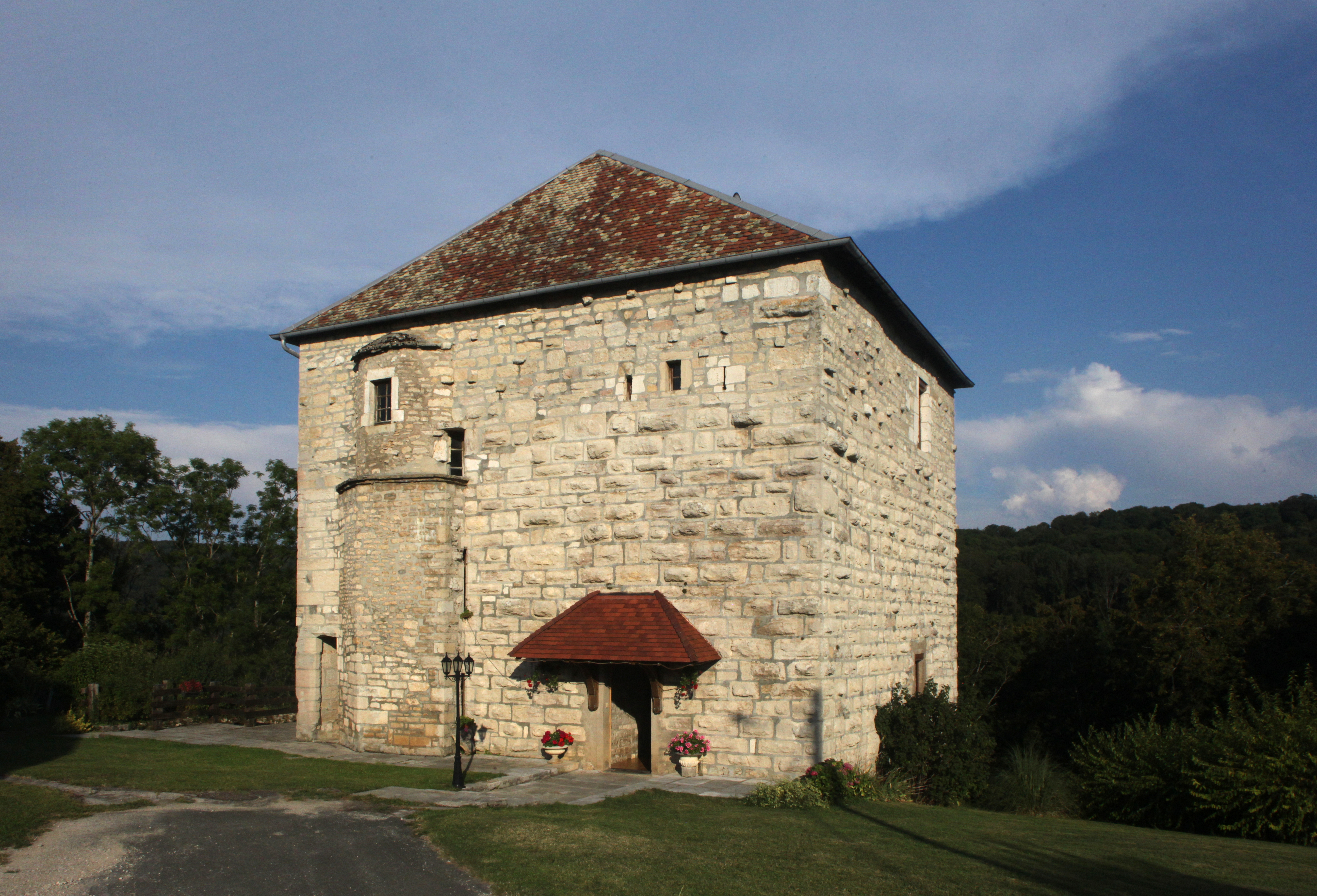
Donjon.
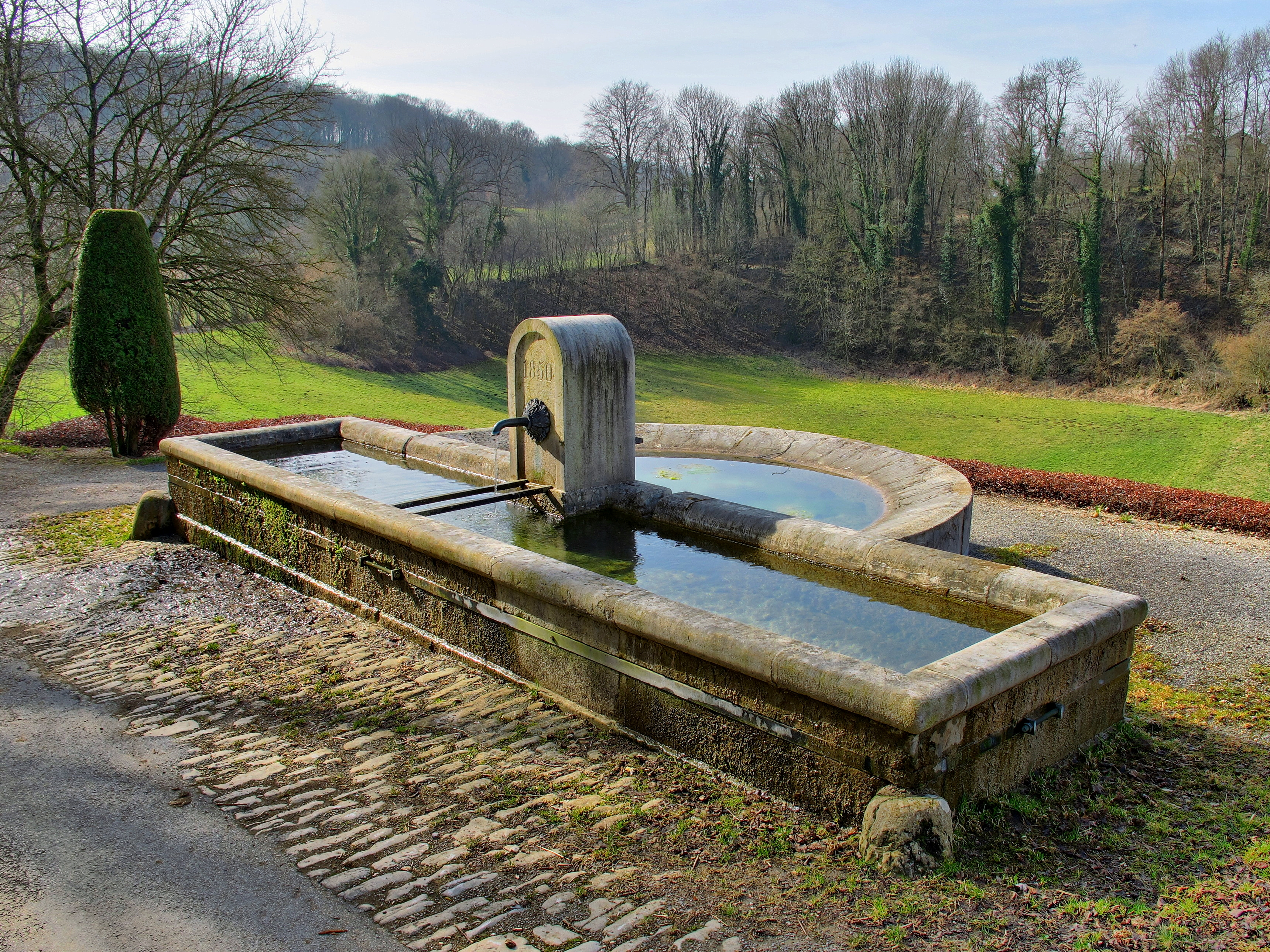
La fontaine du haut.
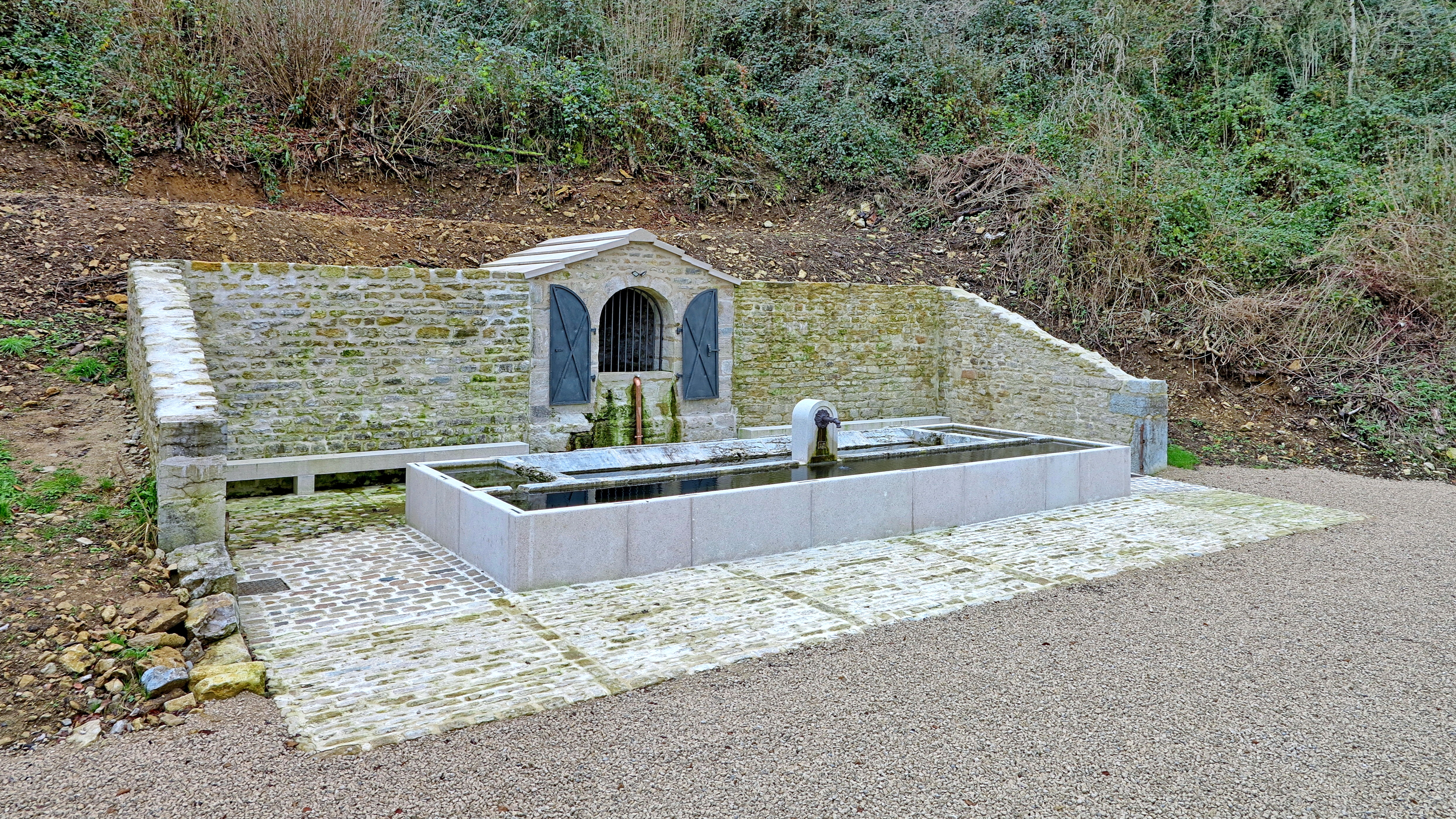
La fontaine du bas.
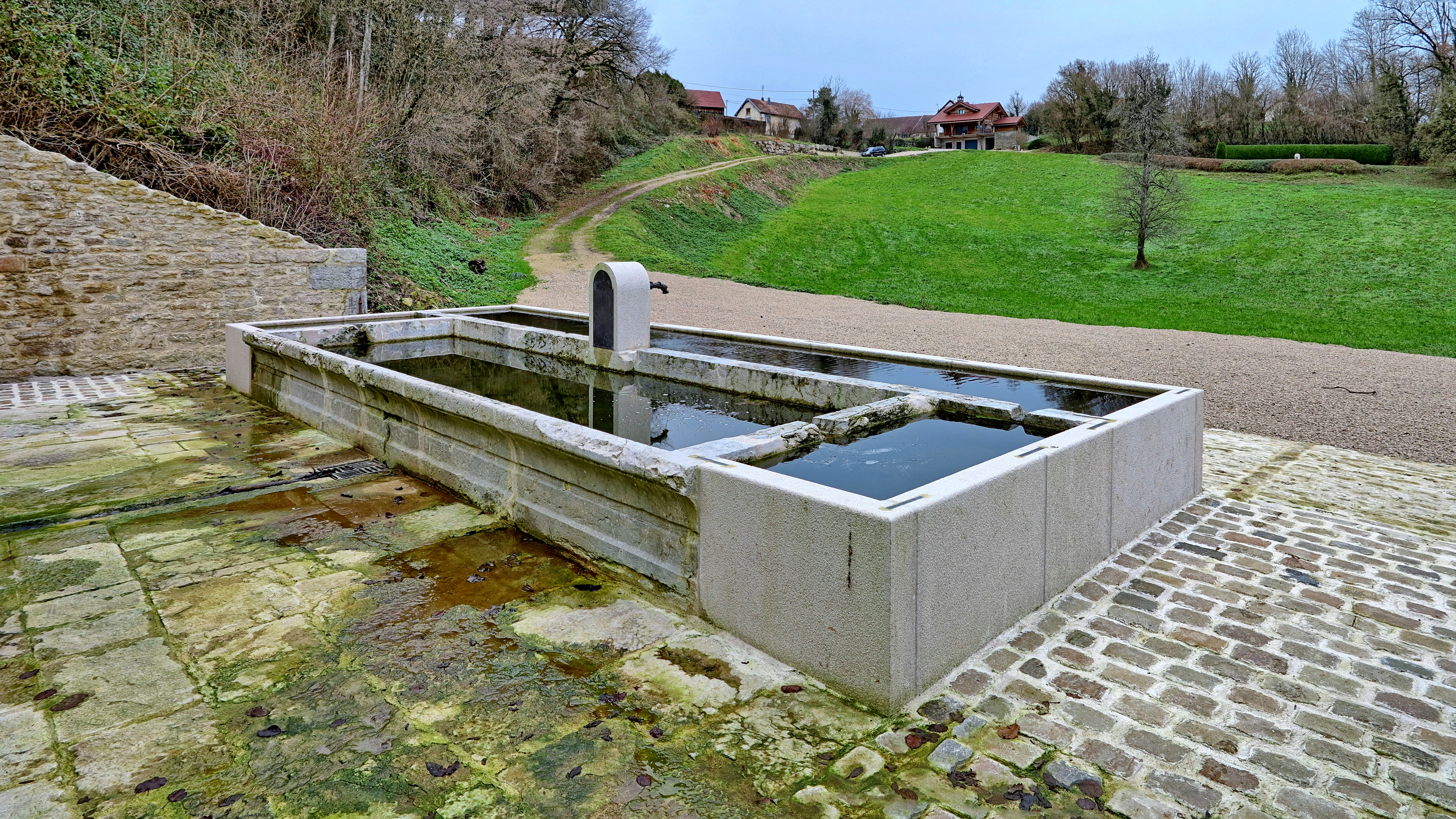
Les bassins de la fontaine du bas.
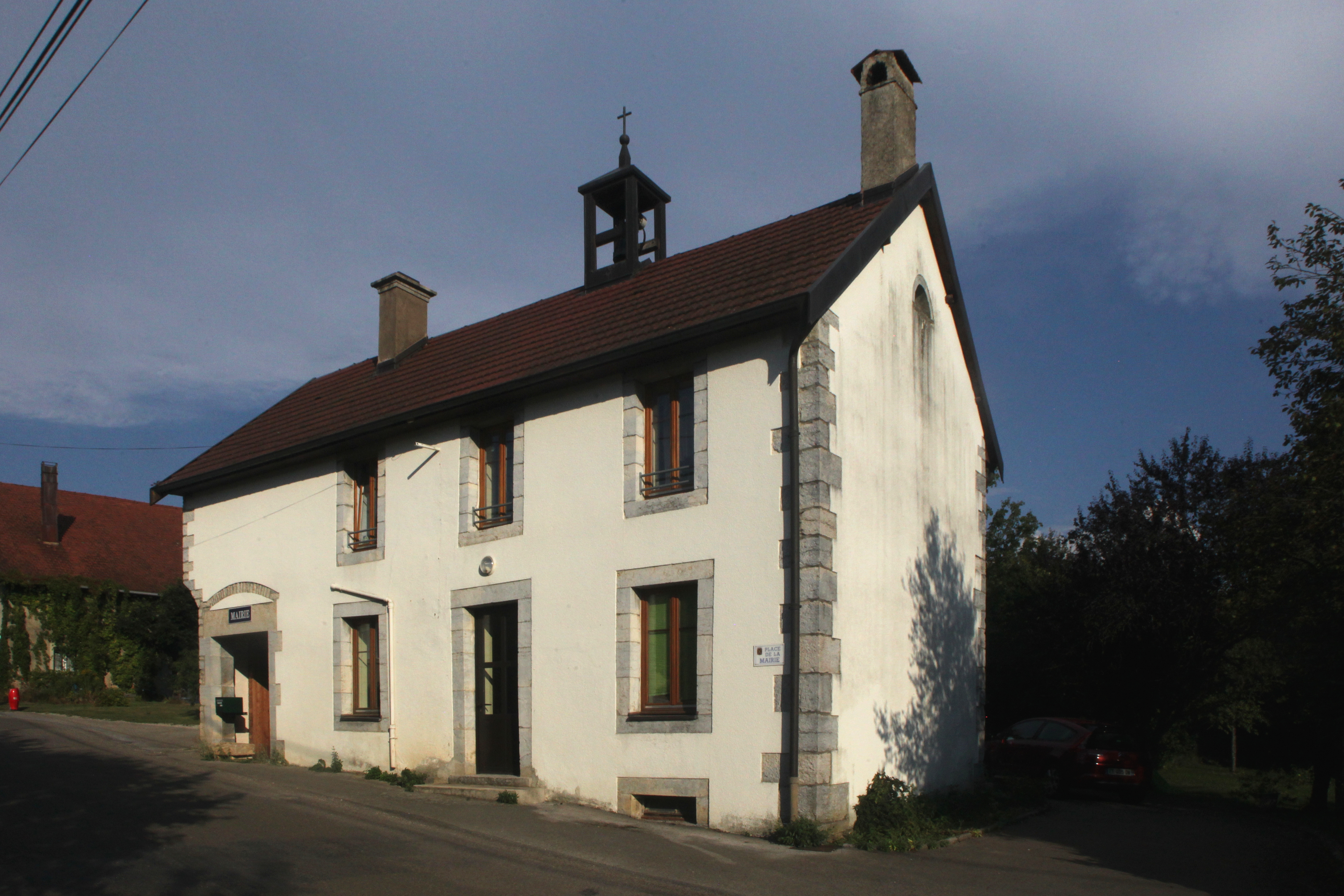
Mairie.

### Héraldique
| Blason de Côtebrune | Blason  | De gueules au sautoir d'or chargé de cinq étoiles d'argent. |
| Blason de Côtebrune | Détails | Le statut officiel du blason reste à déterminer.            |